# 天静宫街道
天静宫街道，原为涡北街道，是中华人民共和国安徽省亳州市涡阳县下辖的一个乡镇级行政单位。2018年更名。

## 行政区划
天静宫街道下辖以下地区：
涡北社区、张老家社区、刘楼社区、蔡楼社区、郑店社区、马棚社区、临涡社区、涡光社区、凡桥社区、皇店社区、席楼社区、涡东社区、徐广楼社区、洼张村、李楼村、水牛羊村、牛庙村、卢庄村、赵庄村、大田村、鲁庄村和桑楼村。